# Paractaea
Paractaea is een geslacht van kreeftachtigen uit de klasse van de Malacostraca (hogere kreeftachtigen).

## Soorten
- Paractaea excentrica Guinot, 1969
- Paractaea garretti (Rathbun, 1906)
- Paractaea indica Deb, 1985
- Paractaea margaritaria (A. Milne-Edwards, 1868)
- Paractaea monodi Guinot, 1969
- Paractaea nodosa (Stimpson, 1860)
- Paractaea philippinensis (Ward, 1941)
- Paractaea rebieri Guinot, 1969
- Paractaea retusa (Nobili, 1906)
- Paractaea rufopunctata (H. Milne Edwards, 1834)
- Paractaea secundarathbunae Guinot, 1969
- Paractaea sulcata (Stimpson, 1860)
- Paractaea tumulosa (Odhner, 1925)
- Paractaea typica Deb, 1989